# Fischerrain
Der Fischerrain (Schweinfurterisch: Fischerree, Ortsbezeichnung: Am Fischerrain) ist ein Altstadtquartier in der kreisfreien Stadt Schweinfurt. Die am Main gelegene einstige Fischersiedlung unbekannten Alters und Ursprungs mit Funden aus dem ersten Jahrtausend v. Chr. wurde 1436/37 der  Reichsstadt Schweinfurt angegliedert. Der Fischerrain ist eines von drei am Main gelegenen Schweinfurter Altstadtquartieren, neben dem Zürch und dem Ehemaligen Gewerbeviertel. 

## Lage
Der Fischerrain liegt in der südwestlichen Ecke der Altstadt, im rechten Winkel zwischen Main und Altem Friedhof. Zwischen Main und Fischerrain verläuft die Bahnstrecke Bamberg–Schweinfurt Hbf. Unweit westlich des Fischerrains liegt der DB-Haltepunkt Schweinfurt Mitte.
Der Fischerrain grenzt (von Norden im Uhrzeigersinn) an die Schultesstraße (vormals: Steinweg), den Albrecht-Dürer-Platz (vormals: Holzmarkt), den östlichen Teil der Straße Fischerrain (einst Innerer Stadtgraben), die Bahnlinie mit parallel laufender Gutermann-Promenade (einst Leinritt am Main) und den Alten Friedhof.

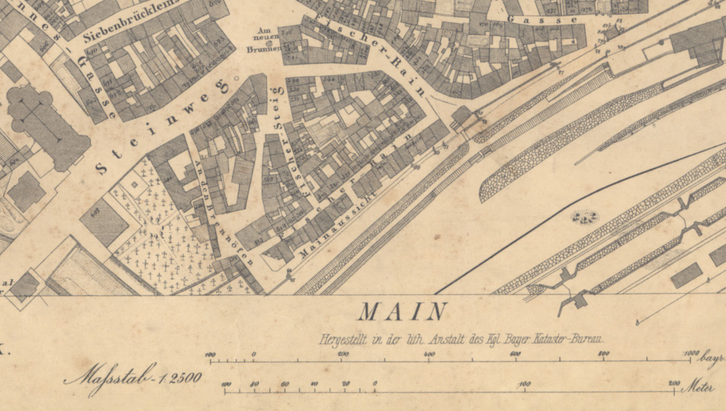
Katasterplan von 1907 Ausschnitt Fischerrain
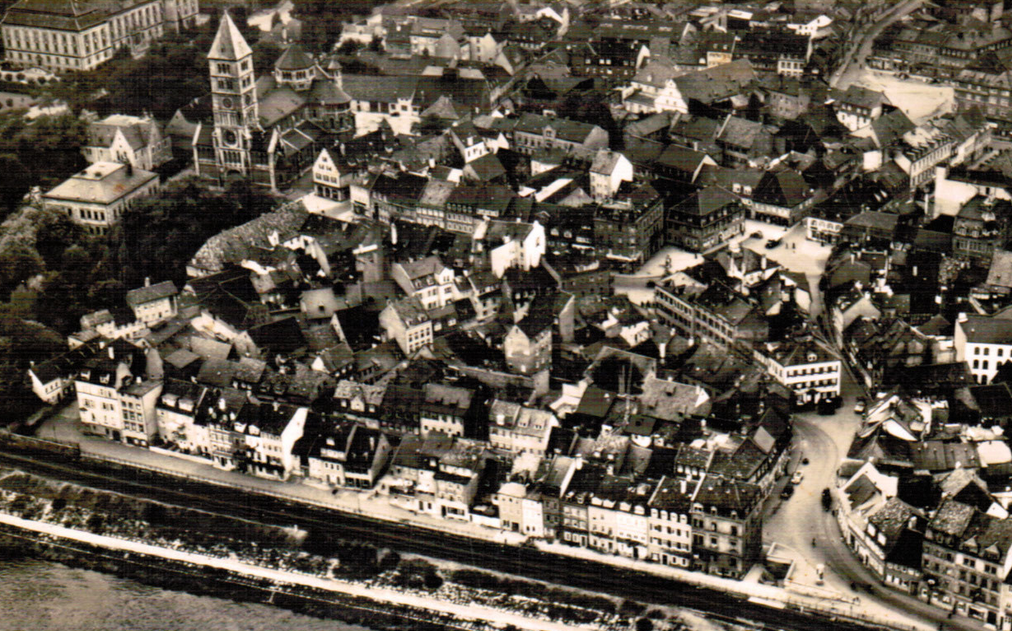
Fischerrain vor dem Zweiten Weltkrieg

## Geschichte

### Erstes Jahrtausend v. Chr.
Der Ursprung der Fischersiedlung ist unbekannt. Vor der Zeitenwende war der Fischerrain bereits besiedelt. Bei Ausgrabungen im Jahr 2016 stieß man auf Funde der Hallstattzeit (800 bis 450 vor Chr.) und Latènezeit (450 vor Chr. bis zur Zeitenwende).

### Mittelalter und frühe Neuzeit

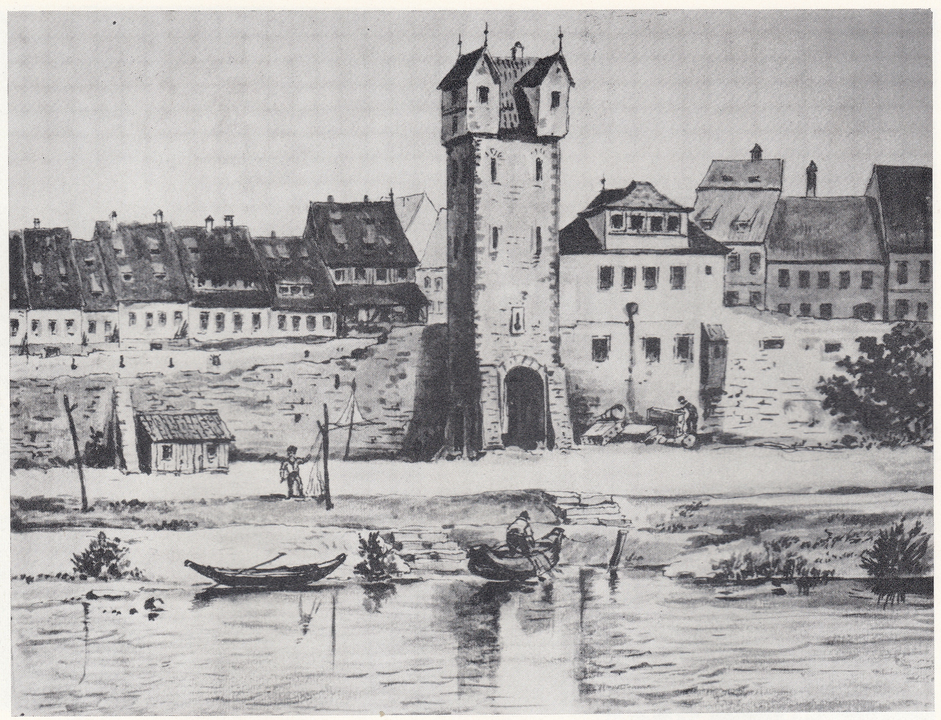
Fischerrain mit Fischertor im Jahre 1853

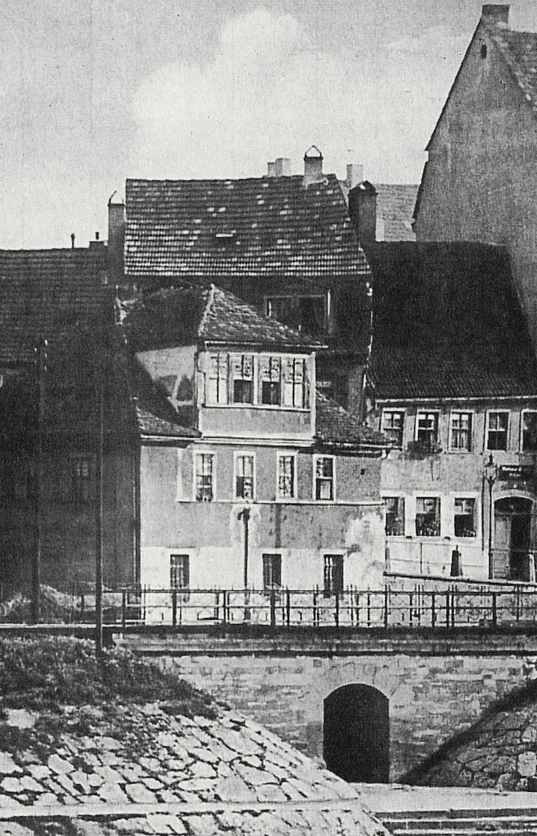
Bahnunterführung im Jahre 1905 mit Schlachthaus, an dem links angebaut bis 1853 das Fischertor stand

Die Ausgrabungen gaben viele Hinweise auf eine mittelalterliche Handwerkersiedlung, mit Funden von Keramik, Ziegel und Knochen. Der Fischerrain war ursprünglich eine eigenständige Siedlung und wurde bereits 1383 in den Annalen von Nikolaus Sprenger als „Fischersiedlung“ genannt. Er liegt unmittelbar außerhalb des ersten Mauerrings der im 12. Jahrhundert gegründeten Reichsstadt Schweinfurt.
Im Zuge der Stadterweiterung von 1436/37 wurde der Fischerrain in die Reichsstadt eingegliedert. Seitdem besaß das Quartier mit dem Fischertor einen eigenen Stadtzugang, durch den die Fischer zu jeder Tageszeit ungehinderten Zugang zum Main hatten, ohne Torsperre oder Sperrgeld. Der Fischerrain hatte auch danach noch einen eigenen Schultheißen.
Am Westrand des Quartiers, am Alten Friedhof, liegt die im letzten Krieg fast vollständig zerstörte Gasse An den Brennöfen, benannt nach den Öfen der Häfner. Dort befand sich ein im „Zweiten Stadtverderben“ 1553 zerstörtes und 1560 endgültig beseitigtes Karmeliterkloster. Im Eckhaus Mainaussicht 63 wohnte der Schweinfurter Heimatforscher Hubert Gutermann (1892–1974). Von ihm stammt der Schulbuchklassiker Alt Schweinfurt.

### Ordinari-Schifffahrt
Die Fischer übten auch die Mainschifffahrt aus. Von den 1846 noch 58 ansässigen Berufsfischern betrieben sieben die Ordinari-Schifffahrt. 1738 wurde eine Ordinarifahrt zur Beförderung von Gütern nach Würzburg eingeführt, 1773 nach Bamberg und 1843 über den Ludwig-Donau-Main-Kanal nach Nürnberg und Regensburg, sowie in Gegenrichtung nach Frankfurt am Main. Im bayerischen Urkataster von 1808 ist neben einem vorwiegend militärisch genutzten Hafen auf der Maininsel Bleichrasen ein ziviler Hafen westlich neben dem Fischerrain an der heutigen Heilig-Geist-Kirche eingezeichnet. Er wurde wieder vollständig zugeschüttet und überbaut (siehe auch Hafen Schweinfurt, Neuzeit).

### Fischhäuser und Restaurants

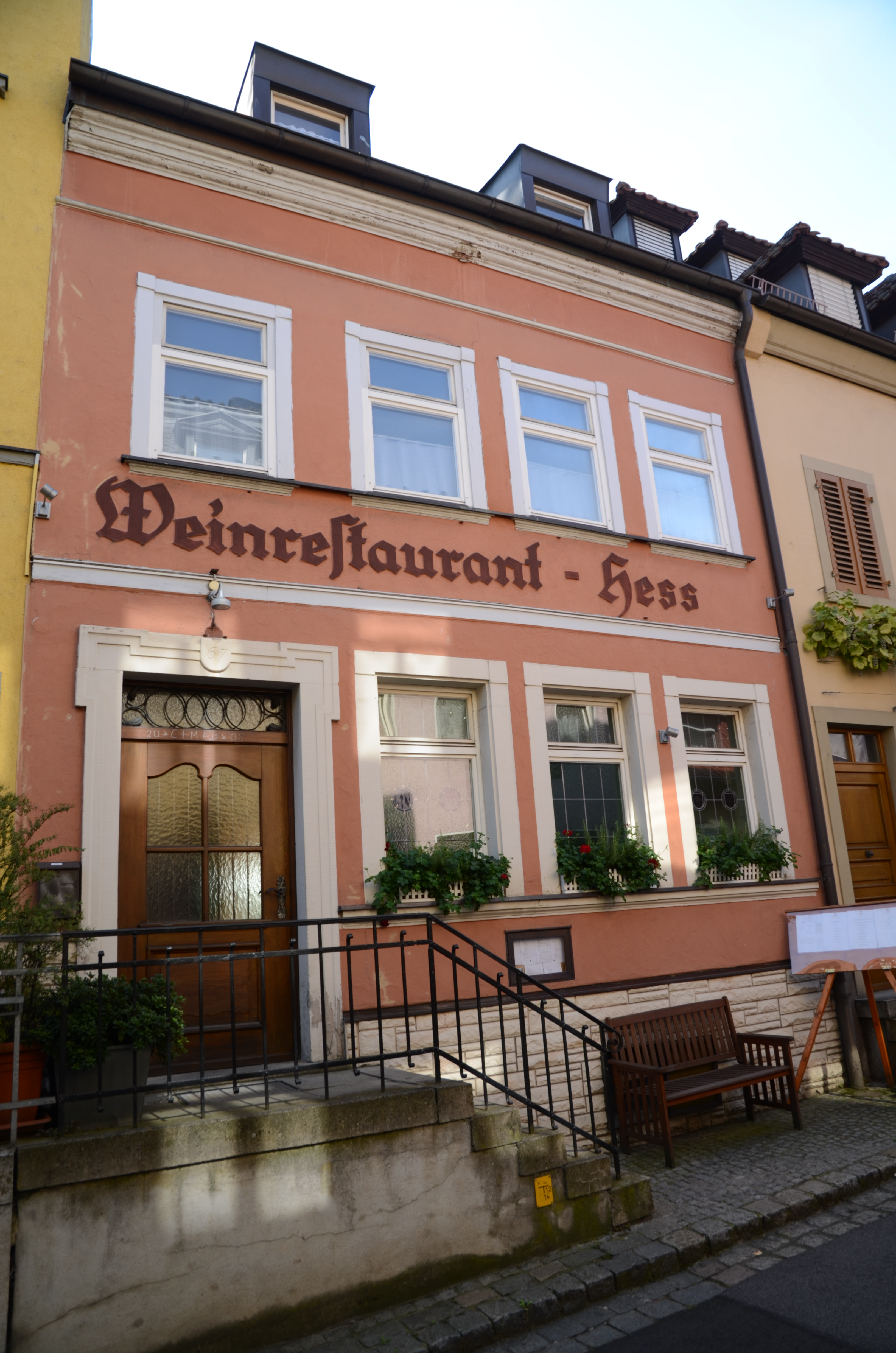
Traditionelles Haus:
ehemalige Weinstube Gößwein, heute Weinrestaurant Hess

Der Fischerrain hatte bis ins frühe 20. Jahrhundert, als die Stadt noch ein bedeutender Weinort war (siehe: Schweinfurt, Weinbau), in einer typisch fränkischen Mischung zahlreiche Fischhandlungen, Weinrestaurants und Brauereien.
„Die aus Fischern, Bäckern, Büttnern, Häfnern, Färbern, Bier- und Weinwirtschaften mit Fischbäckereien und anderen Handwerkern bestehende Lebensgemeinschaft mit dem nahen Fluß hatte noch lange Zeit ihr Eigenleben.“
Heute bestehen noch die Fischhandlungen Stein und Dittmar und zwei Restaurants. Die traditionsreiche kleinere Weinwirtschaft Gößwein, die 1816 erstmals urkundlich erwähnt wurde, war in den Nachkriegsjahrzehnten das führende Restaurant Schweinfurts. Heute wird sie als Weinrestaurant Hess weitergeführt.

### Brauereien
Am Fischerrain gab es insgesamt drei Brauereien, die alle um die Gasse Fischersteig lagen und nicht mehr existieren. Dort waren das Stammhaus der Brauerei Hagenmeyer, die 1988 an anderer Stelle schloss und die 1878 gegründete Brauerei Rauschert/Ebersberger. Zudem gab es in den 1980er Jahren die Gasthausbrauerei Zum Rossknecht im Albrecht-Dürer-Center.

Historische Ansichten des Fischerrains
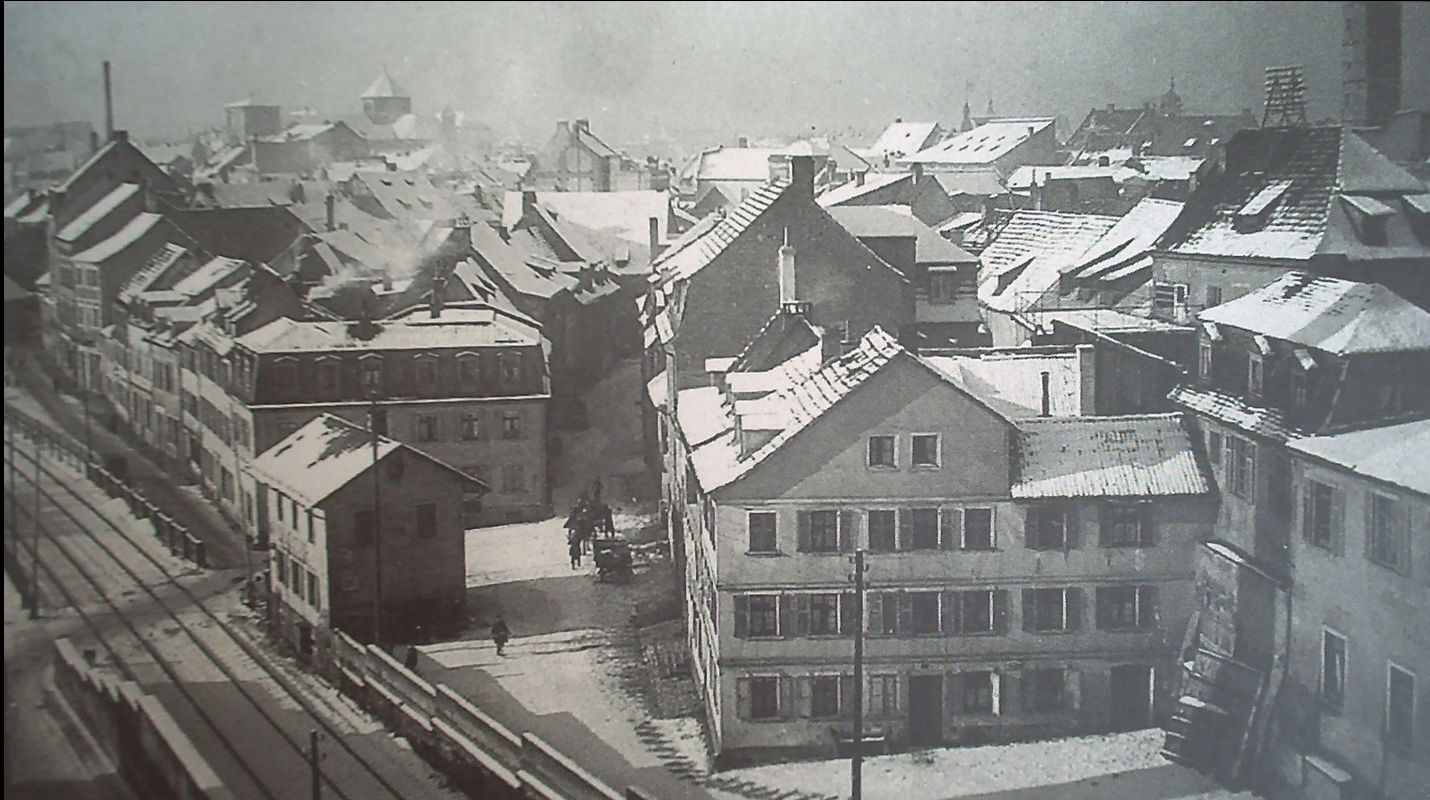
Fischerrain um 1902. Vorne mit Bahnwärterhaus; heute verläuft hier der Stadtring (Rusterberg). Am Horizont links die Heilig-Geist-Kirche, noch ohne vollendetem Hauptturm (provisorisches Dach)
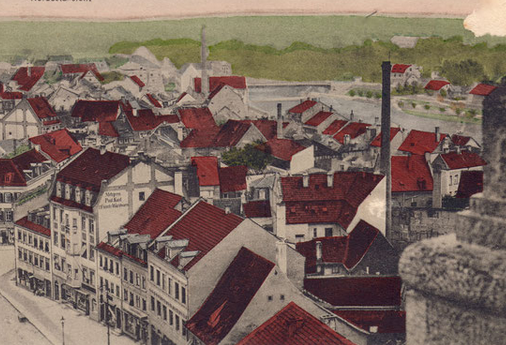
Fischerrain nach 1910. Blick vom vollendeten Turm der Heilig-Geist-Kirche
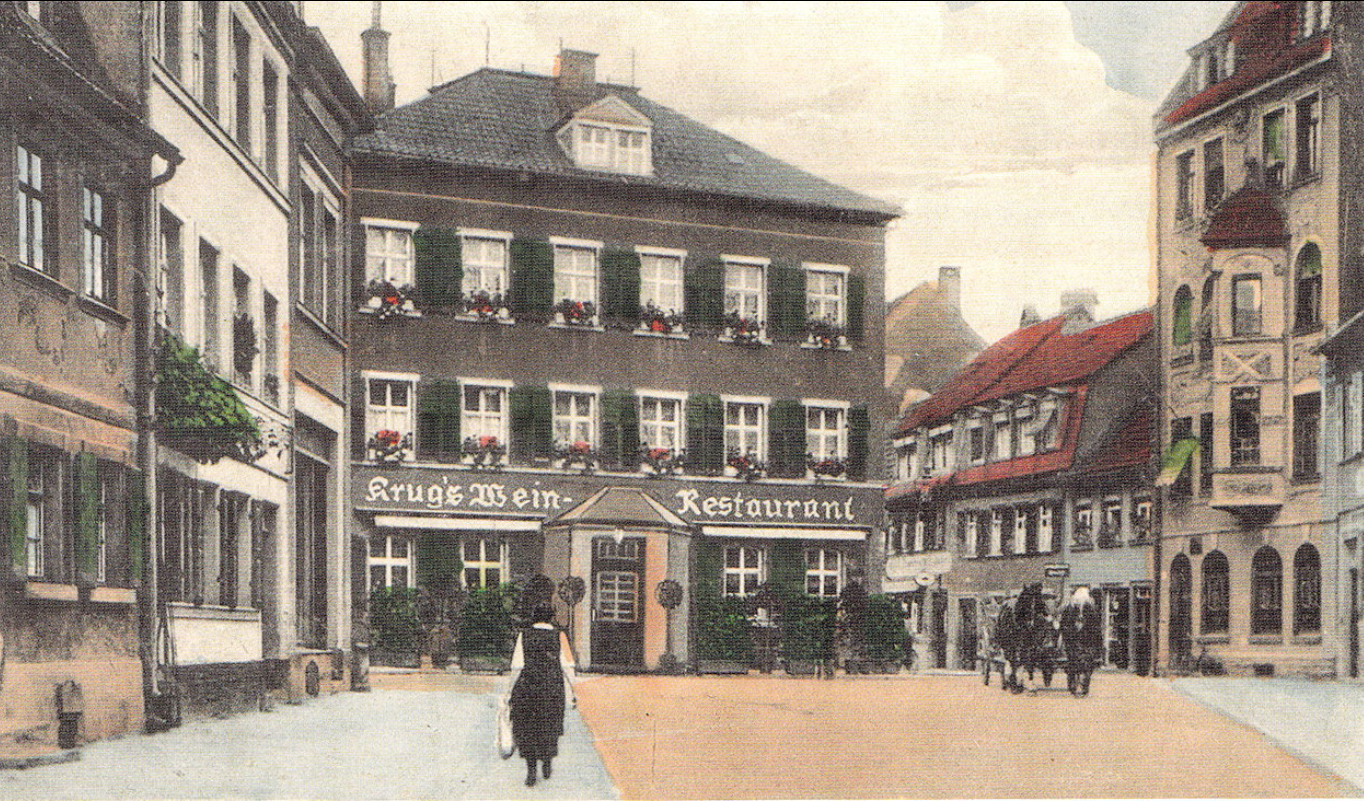
Fischerrain um 1925. Krug's Wein-Restaurant (im Krieg zerstört). Rechts (mit Erker) das noch bestehende Fischhaus Dittmar
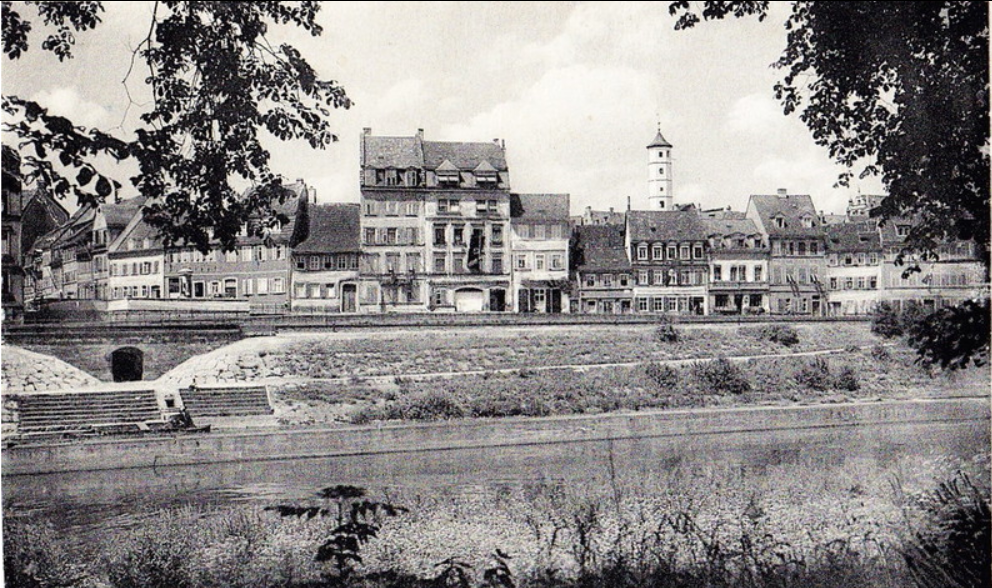
Fischerrain um 1938. Mainansicht des östlichen Bereichs

Siehe auch: Liste ehemaliger Brauereien in Bayern, Schweinfurt

## Gegenwart

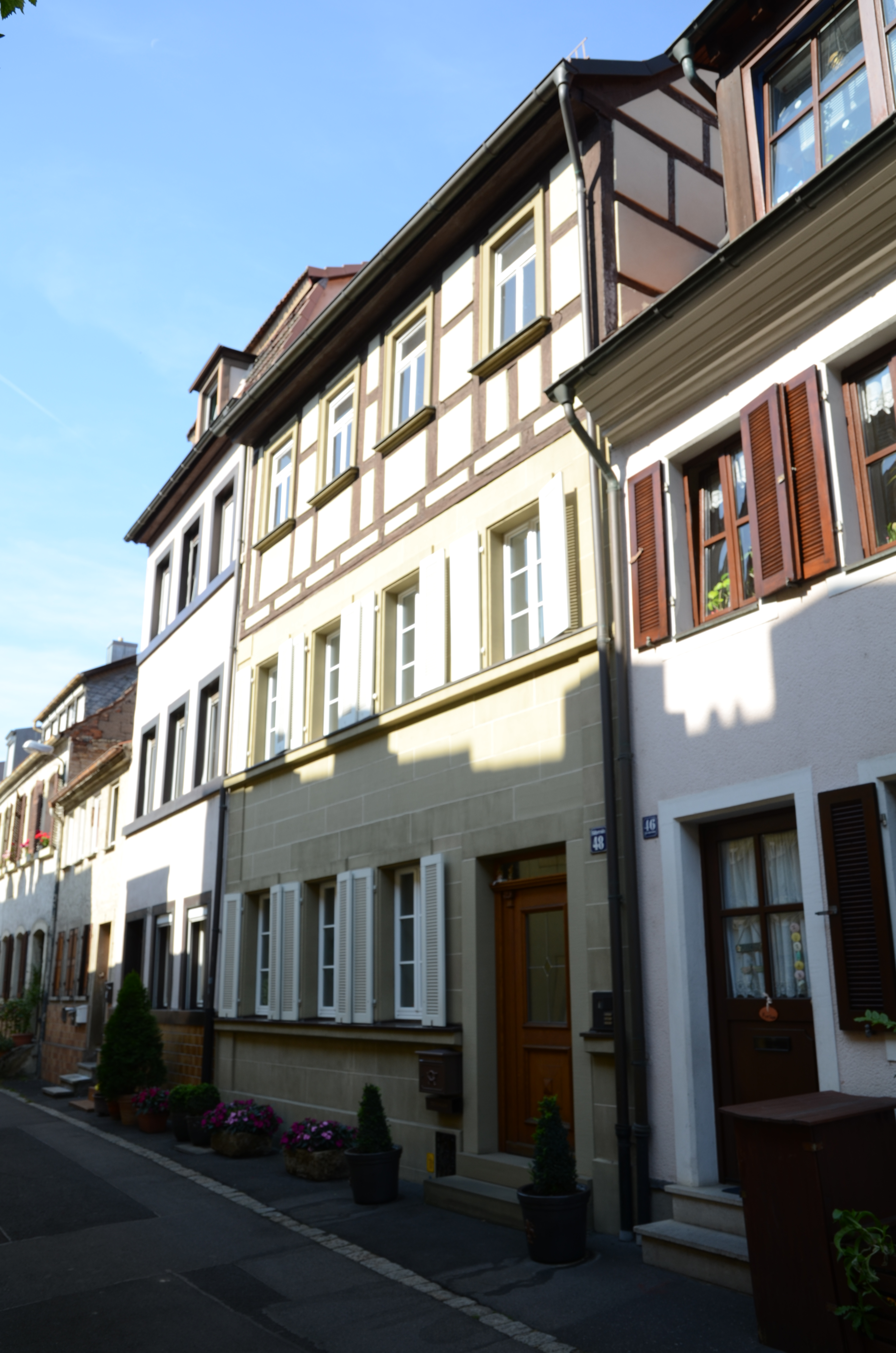
Sanierte Gasse Fischerrain

Das Stadtbild des Fischerrains wird vom Main her seit Anfang des 20. Jahrhunderts von der Heilig-Geist-Kirche beherrscht, die außerhalb des Quartiers, nördlich der Schultesstraße steht.

### Quartiersanierung
Der Fischerrain wurde gegen Ende des 20. Jahrhunderts behutsam saniert und kriegsbedingte Baulücken am Mainufer wurden geschlossen. Eine der letzten großen Kriegs-Baulücken der Altstadt, im Westen des Fischerrains, An den Brennöfen, wurde bereits teilweise bzw. wird ebenfalls geschlossen.

### Letzte Berufsfischer
Aus der Familie Dittmar kommen die letzten Berufsfischer Schweinfurts auf dem Main (Fischhaus Dittmer siehe: drittes Bild von links in obiger Bildergalerie). Gefangen werden Hechte, Schleien, Waller, Aale, Rotaugen und die Schweinfurter Spezialität Meefischli (Mainfischlein, kleine Weißfische).
„Gerhard Dittmar [...] beherrscht das Handwerk noch, fachgerecht zu nähen und zu flicken. 'Fertignetze gibt's bei uns keine, die machen wir selber, das ist Tradition.' Dass ihnen einmal an einem Tag fünf Netze und neun Reusen geklaut wurden, wurmt ihn heute noch [...] Die laichfähigen Aale bringen die Mainfischer zu einem Kollegen, der fährt sie dann in den Rhein. Damit sie sich nicht selber vom Main aus auf den weiten Weg Richtung Bahamas in die Sargassosee machen [...] Der Kormoran [...] setzt den Berufsfischern gehörig zu.“

## Video
- Doku Bayerischer Rundfunk: Die letzten Mainfischer von Schweinfurt: Fisch-Inge und der Fischladen Dittmar